# Bouviers

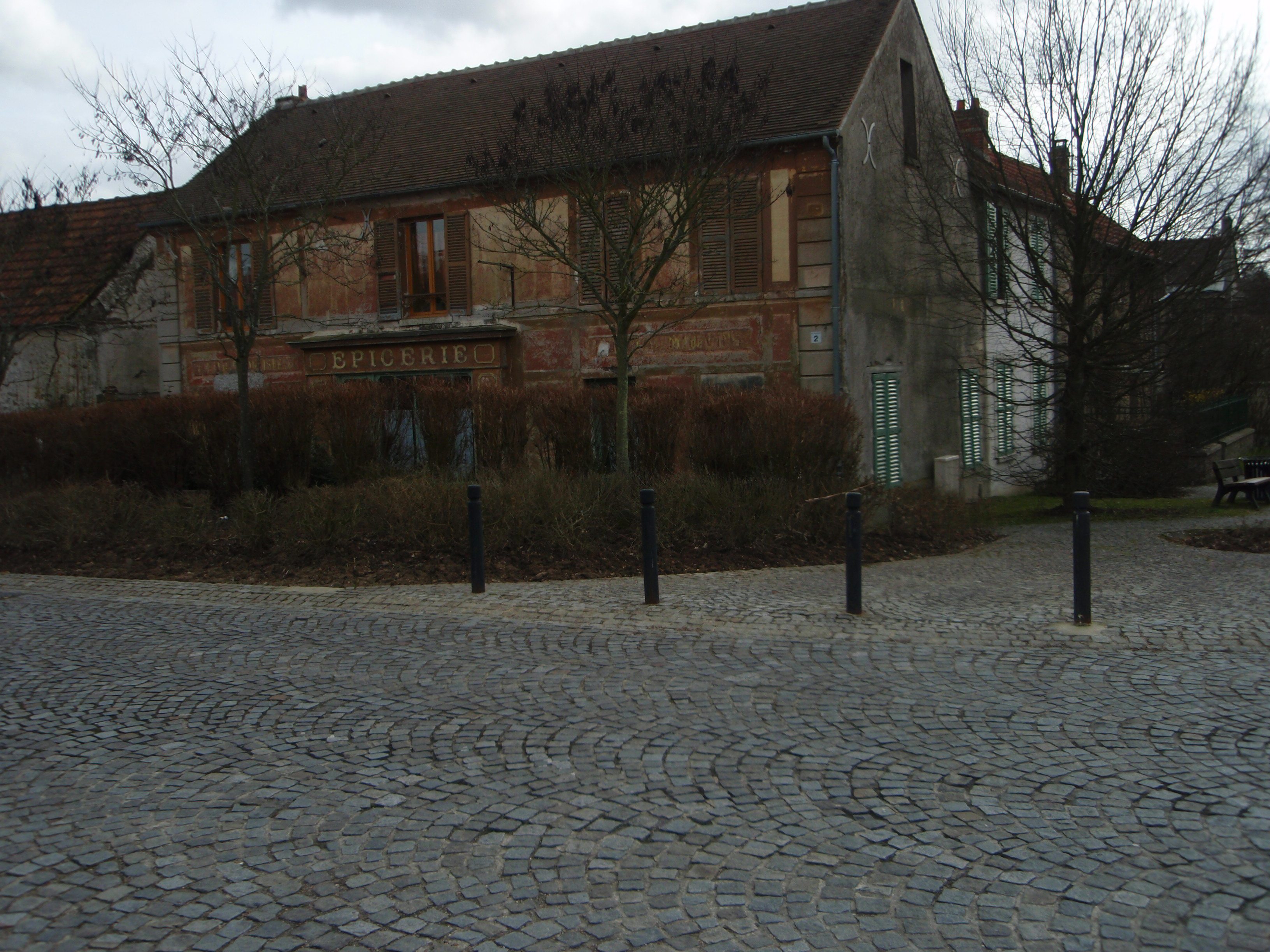
L'ancienne épicerie café du quartier

Le quartier de Bouviers, ancien hameau, est situé à Guyancourt dans le département des Yvelines.

## Géographie

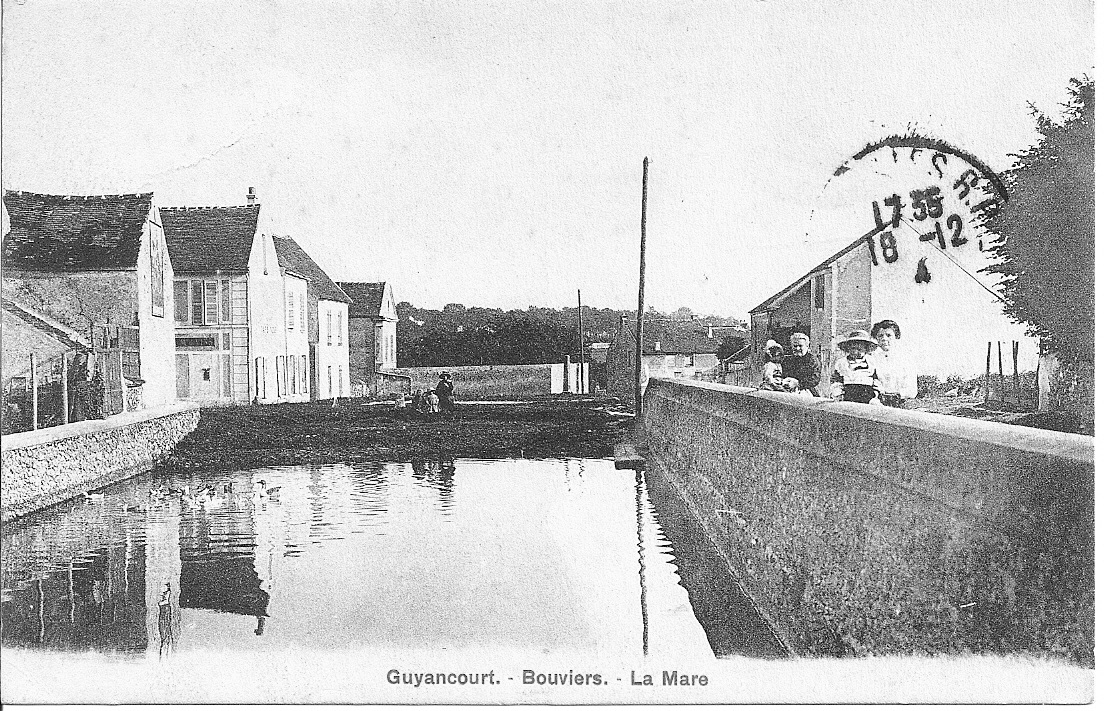
La mare de Bouviers au début du XXe siècle.

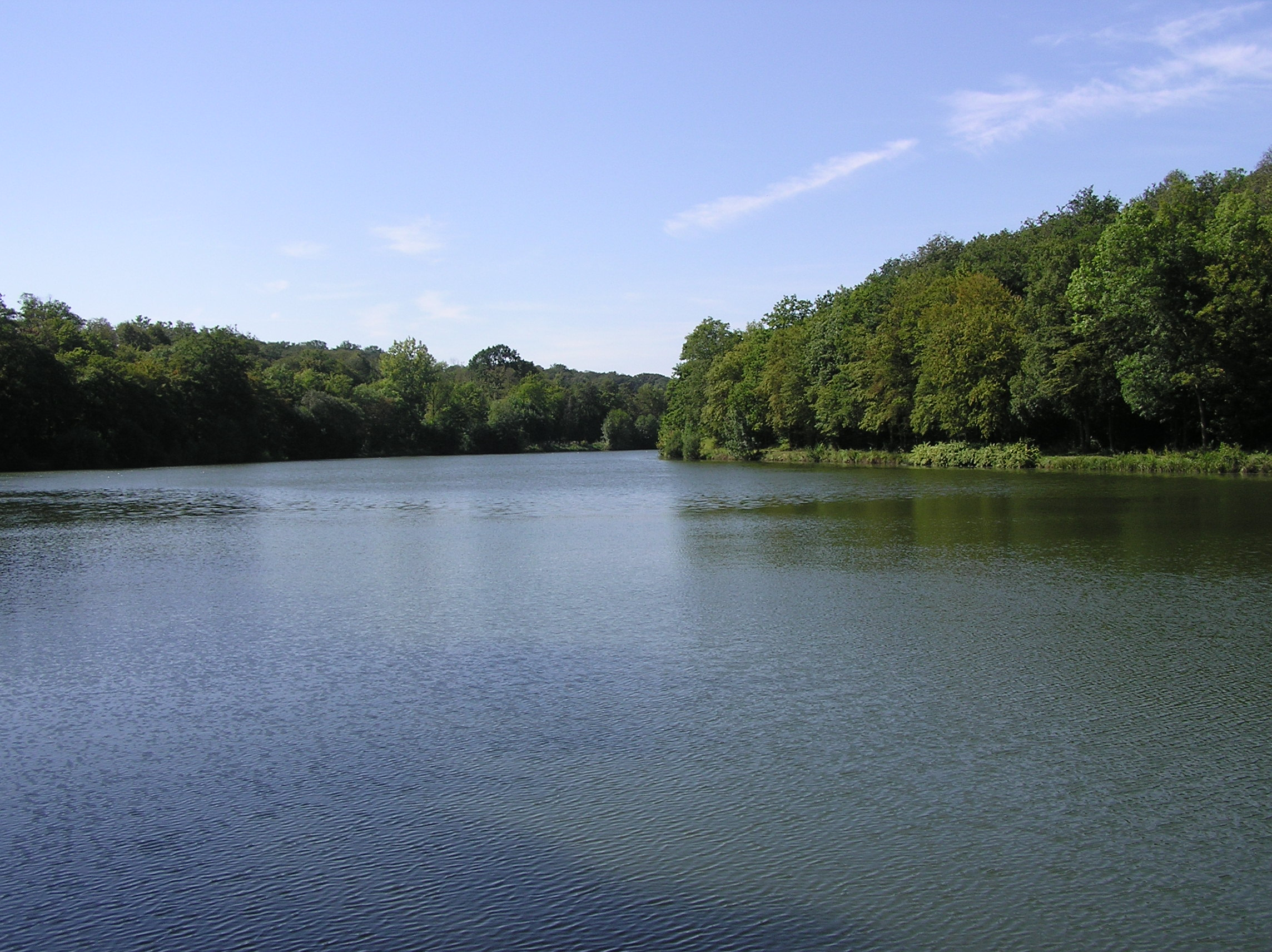
Les étangs de La Minière à Guyancourt.

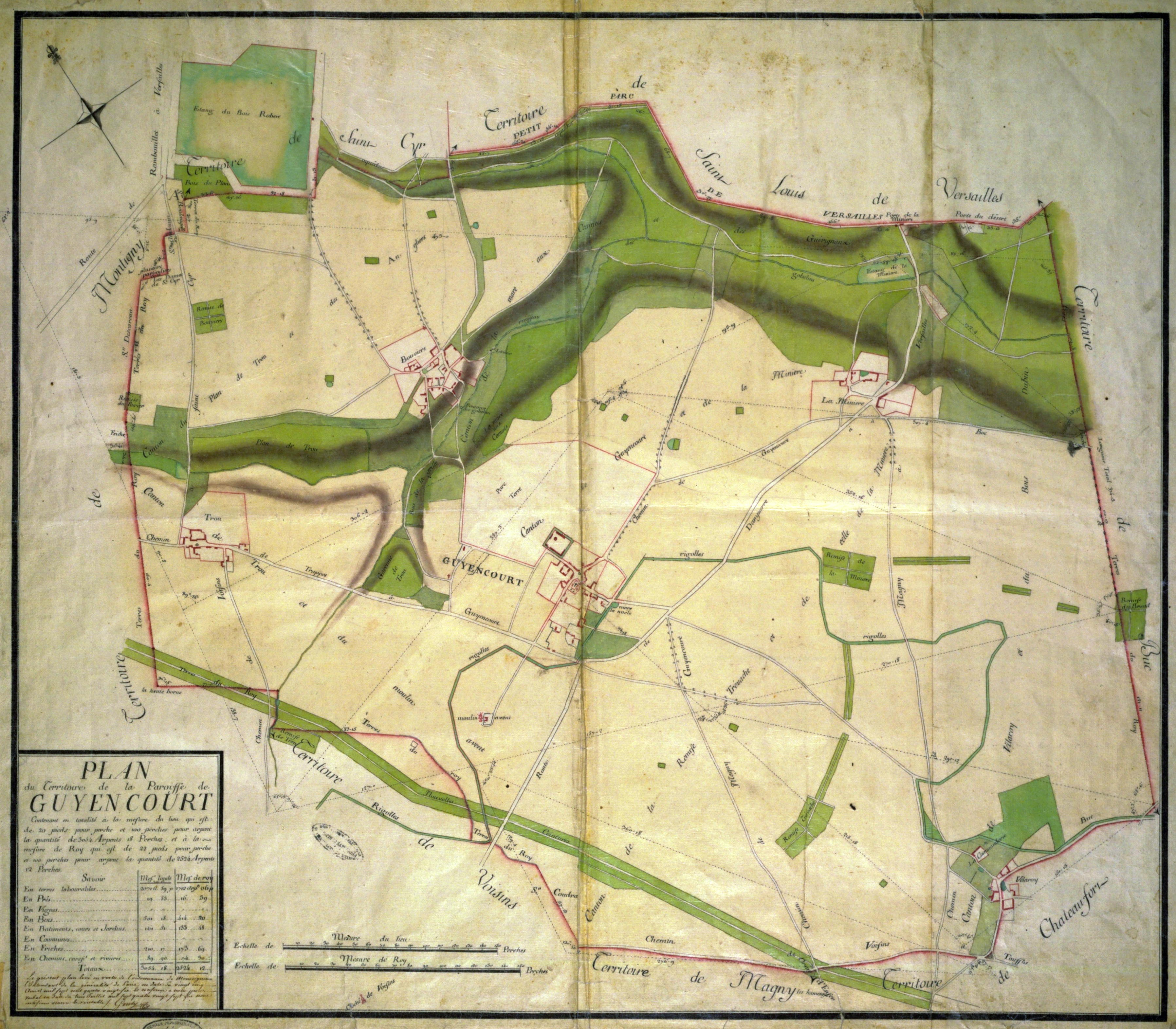
Plan d'intendance de 1787 (cadastre de Bertier de Sauvigny)

Bouviers occupe un plateau à environ 160 mètres d'altitude, puis est profondément entaillé par la vallée de la Bièvre qui la sépare du plateau de Satory. La vallée de la Bièvre est protégée par un site inscrit depuis le 4 mai 1972 et un site classé depuis le 7 juillet 2000. 
La source de la Bièvre se trouve dans le hameau de Bouviers à 134 mètres d'altitude. 
À la sortie de Bouviers le cours de la rivière traverse les quatre étangs de La Minière : l'étang Braque, l'étang du Moulin à Renard, l'étang de La Minière et l'étang du Val-d'Or.

## Toponymie
Du latin bovinus = de bœuf.
 
L'origine du nom du hameau proviendrait des bouviers qui y faisaient une halte en se rendant depuis la Normandie à Paris pour vendre leurs bêtes. La mare située dans le centre du hameau, en face du café - restaurant permettait aux bœufs de s'abreuver.

## Histoire

### Préhistoire
Le site de Bouviers était déjà habité au Néolithique, environ 4 000 ans av. J.-C. Ces premiers habitants ont laissé des centaines de vestiges tels que flèches, grattoirs de silex, haches polies, couteaux… Ces pièces ont été découvertes en 1952, en lisière de Satory. Certaines pièces sont aujourd'hui conservées au musée d'archéologie nationale installé dans le château de Saint-Germain-en-Laye .

### Moyen Âge
Selon l'abbé Jean Lebeuf (1687 - 1760), les habitants de Bouviers, éloignés de l'église Saint-Victor du Centre Village, obtinrent le 2 mai 1553 du curé Geoffroy Barbereau, de construire à leur frais une chapelle. Celle-ci sera consacrée à Notre-Dame et sainte Barbe. Geoffroy Barbereau donna son accord sous réserve d'une part de n'y chanter l'office que le jour de la Sainte-Barbe et d'autre part que les habitants de Bouviers viennent à Saint-Victor, lors des grandes fêtes religieuses. L'abbé Lebeuf signale qu'il ne reste que des ruines de cette chapelle et un lieu-dit « le clos de la chapelle ».
Séraphin Thillement, secrétaire du Roi, seigneur de Guyencourt mais aussi de Gallye, de Bouviers, de la Minière, du Val-St-Benoist et de Montigny-le-Petit en 1365.

### Époque moderne
La ferme de Bouviers appartenait au Collège de la Marche, puis elle fut vendue au Collège de Montaigu. Lors de l'intégration de Guyancourt dans le parc de Versailles, elle devint une ferme Royale. Ce sont alors des fermiers du Roi qui la gèrent : Thomas Piot en 1707, Charles Thomas Piot en 1750, Jean Thomas Piot en 1782 puis Louis Bedier en 1783. Pendant la Révolution, l'industriel Oberkampf a racheté la ferme, en septembre 1795, afin de contrôler la source de la Bièvre. Après la faillite d'Oberkampf, la ferme est vendue. On retrouve entre 1861 et 1872, Ferdinand Lebeau comme fermier qui fut aussi maire de Guyancourt. C'est en 1987, que l'exploitation a cessé, Monsieur Hue en était alors le propriétaire. Aujourd'hui en 2008, les bâtiments sont loués à une entreprise privée d'espace vert.
L'aqueduc souterrain reliant par gravité l'étang de Saint-Quentin à Versailles traverse le hameau de Bouviers. Lors des travaux de la passerelle piétonne, dans les années 1990, reliant les quartiers des Saules et de Bouviers, celui-ci a été mis au jour. Ceci explique d'ailleurs le nom des jardins de l'aqueduc situés juste après la passerelle dans le quartier des Saules.

### Époque contemporaine
La batterie de Bouviers a été construite en 1879, à proximité immédiate du hameau. Cette batterie a accueilli environ 200 militaires entre 1889 et 1933, puis les cigognards c’est-à-dire les ouvriers de l'usine Hispano Suiza installés dans l'enceinte de l'ancienne batterie et les terrains limitrophes entre 1933 et 1990. Le hameau de Bouviers recevra toujours dans ses commerces, dont la célèbre épicerie bar, ces militaires et ouvriers.

## Personnalités liées à Bouviers
- Christophe-Philippe Oberkampf (1738 - 1815), était un industriel d'origine allemande naturalisé français. Il est resté célèbre pour avoir fondé la manufacture royale de toiles imprimées de Jouy-en-Josas où était fabriquée la toile de Jouy. Le 26 Fructidor de l'an III, Oberkampf s'est porté acquéreur de l'ancienne ferme royale de Bouviers, son objectif étant de contrôler la qualité des eaux de la Bièvre dont la source se trouvait sur les terres de cette ferme.

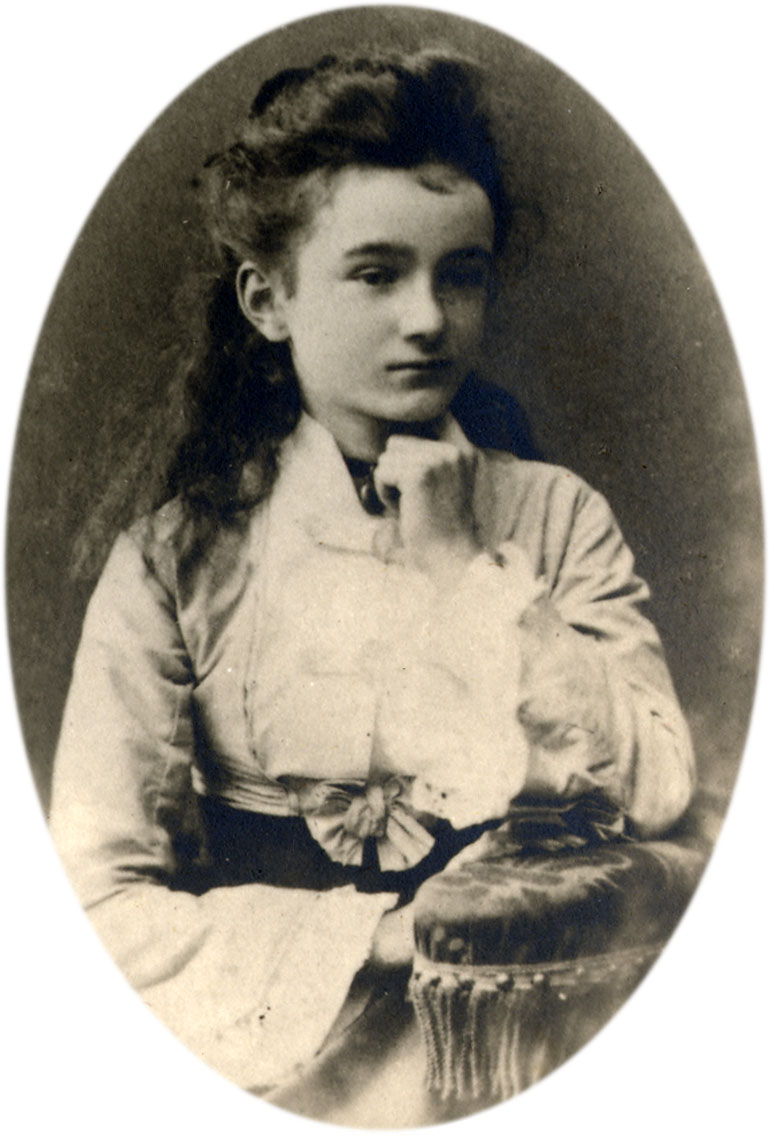
Marie-Félix Blanc résidait à Bouviers vers 1881.

- Roland Bonaparte  sorti de l'École spéciale militaire de Saint-Cyr dans la promotion de Novi-Bazar (1877-1879)[5], il sert comme sous-lieutenant dans l'infanterie. Le prince résida à Guyancourt vers 1880 en tant que sous-lieutenant, au 36e régiment d'infanterie, de la batterie de Bouviers[6]. À cette période sa famille résida à Bouviers (dans une maison  de maître de l'actuelle rue Henry Ferchal) : sa femme Marie-Félix Blanc, Jeanne Bonaparte  (la sœur de Roland), et Éléonore-Justine Ruflin (veuve du prince Pierre Bonaparte, décédé à Versailles en 1881, et mère de Roland). Selon les registres communaux de nombreux serviteurs accompagnaient la famille Bonaparte[7].
- Jean Roger Allviger et Jean Lanot ; dans le bois Robert, une stèle est érigée en mémoire de Jean Lanot et de Jean Roger Allviger fusillés le 23 août 1944 par les nazis. Ce lieu de mémoire est situé à l'emplacement où furent sommairement exécutés ces deux résistants membres des Forces françaises de l'intérieur. Jean Lanot avait 22 ans et Jean Roger Allviger 25 ans. Les villes de Guyancourt et Paris furent libérées deux jours plus tard le 25 août 1944[8].

## Galerie

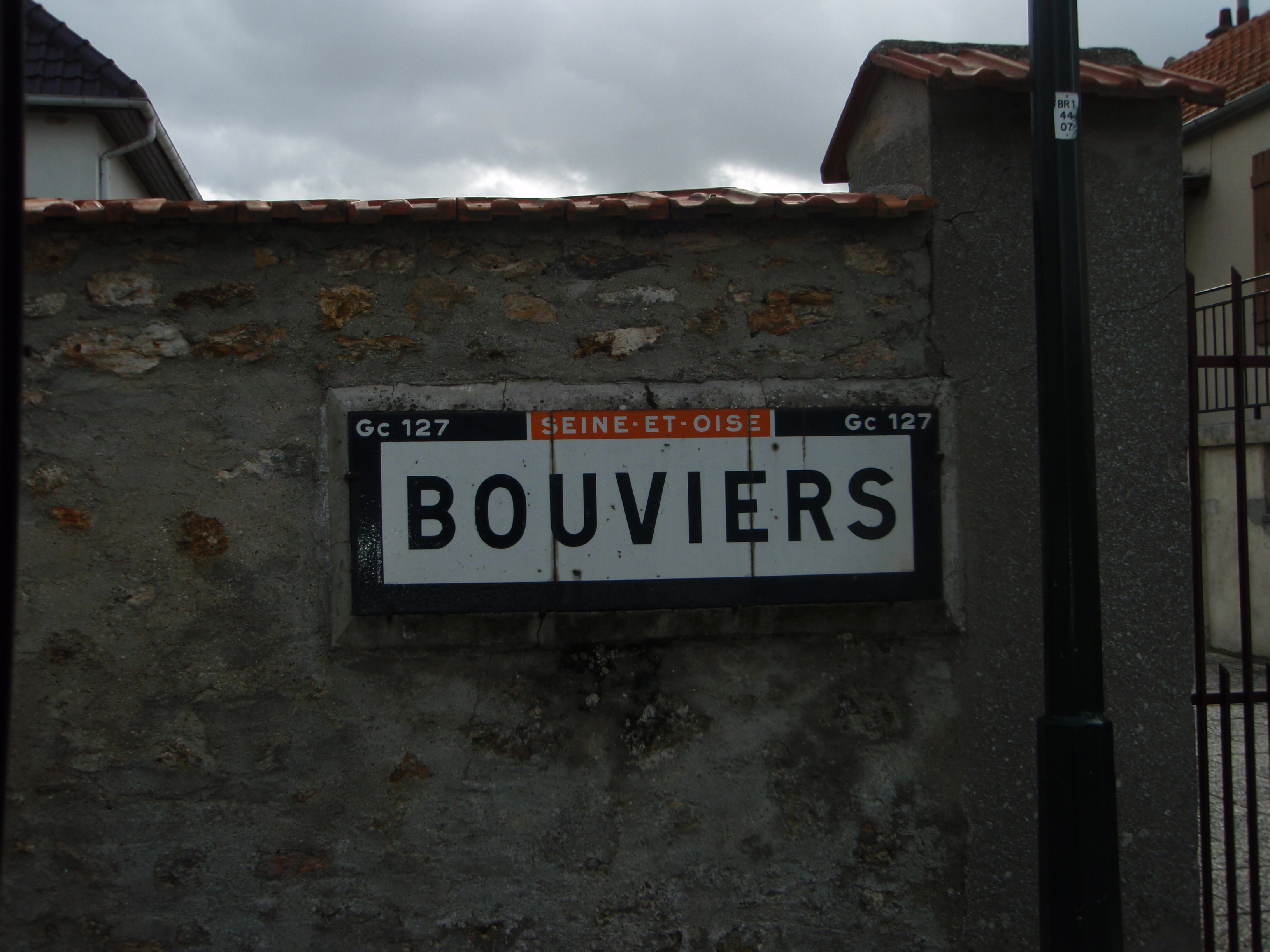
Bouviers en Seine-et-Oise
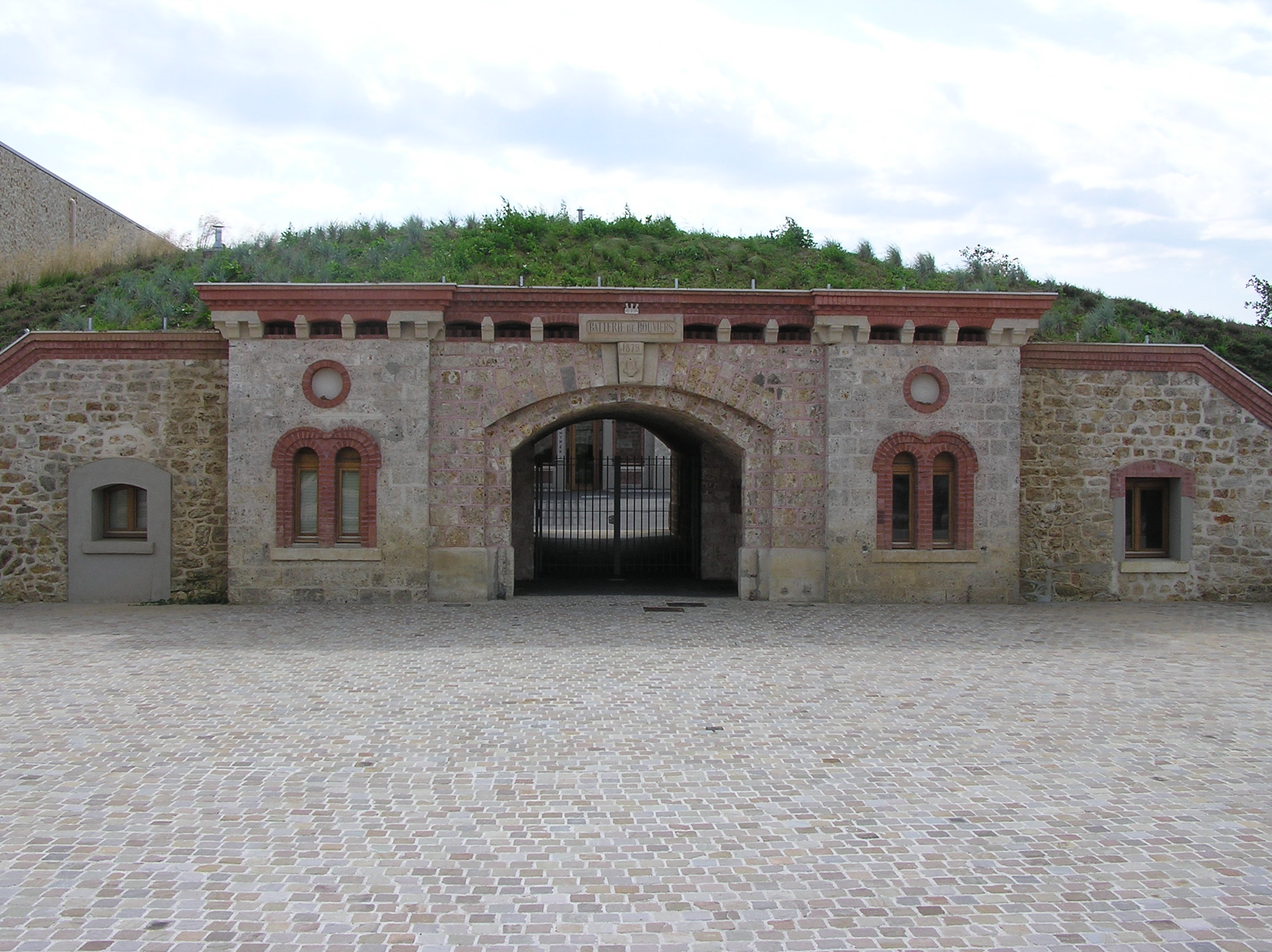
La Batterie de Bouviers construite en 1879 et réhabilitée en 2006
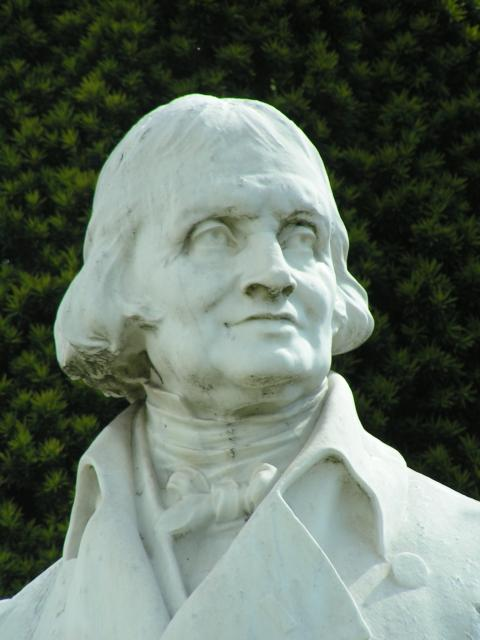
Le buste d'Oberkampf
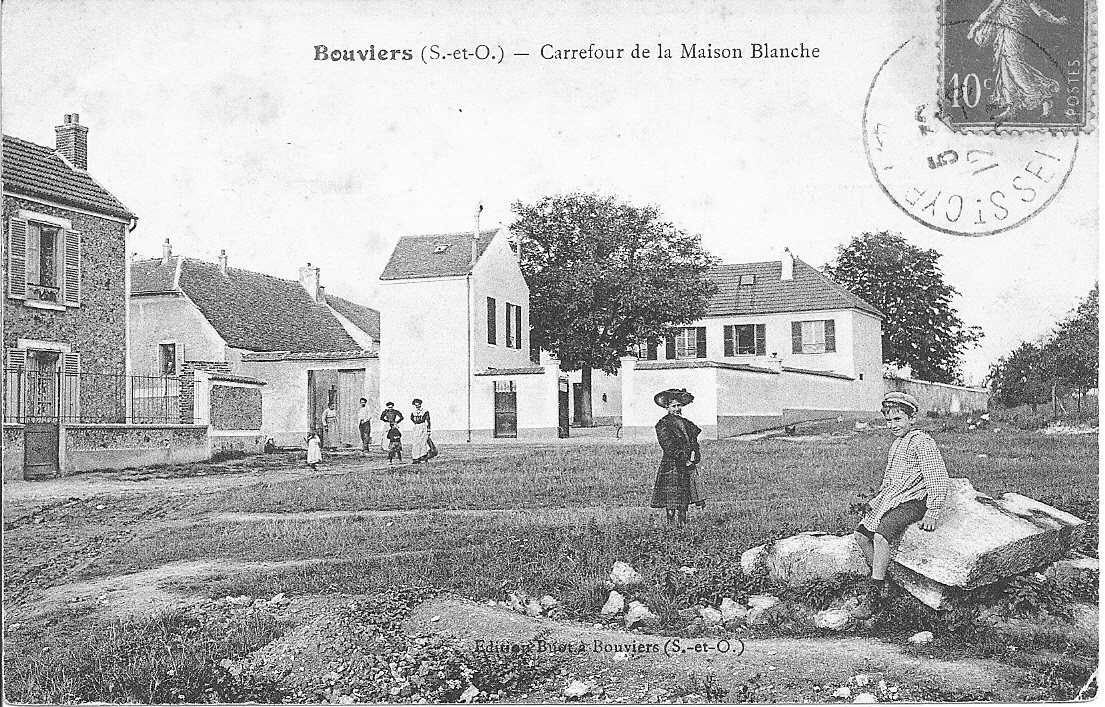
La maison blanche
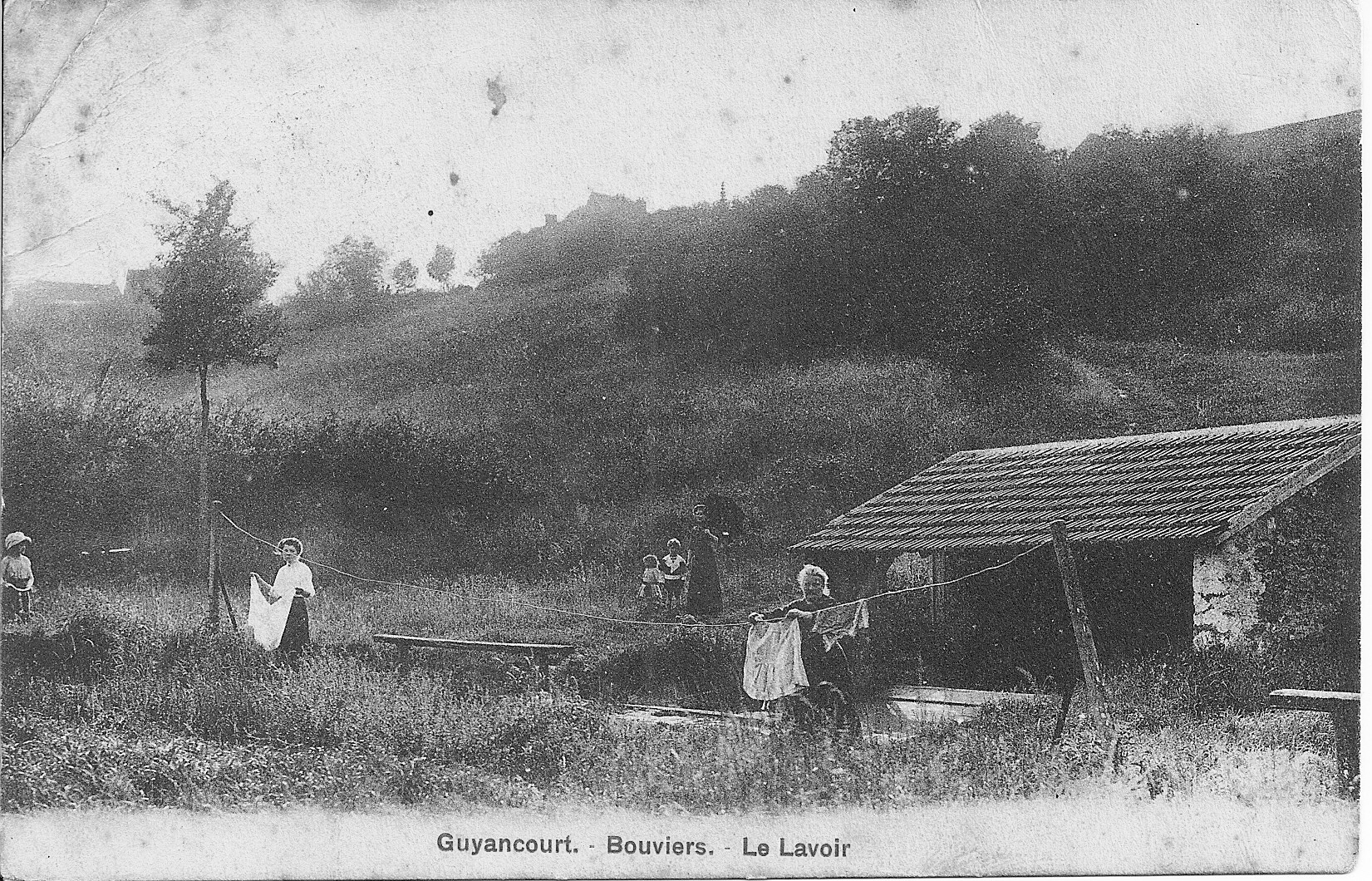
Le lavoir de Bouviers sur la Bièvre en 1912
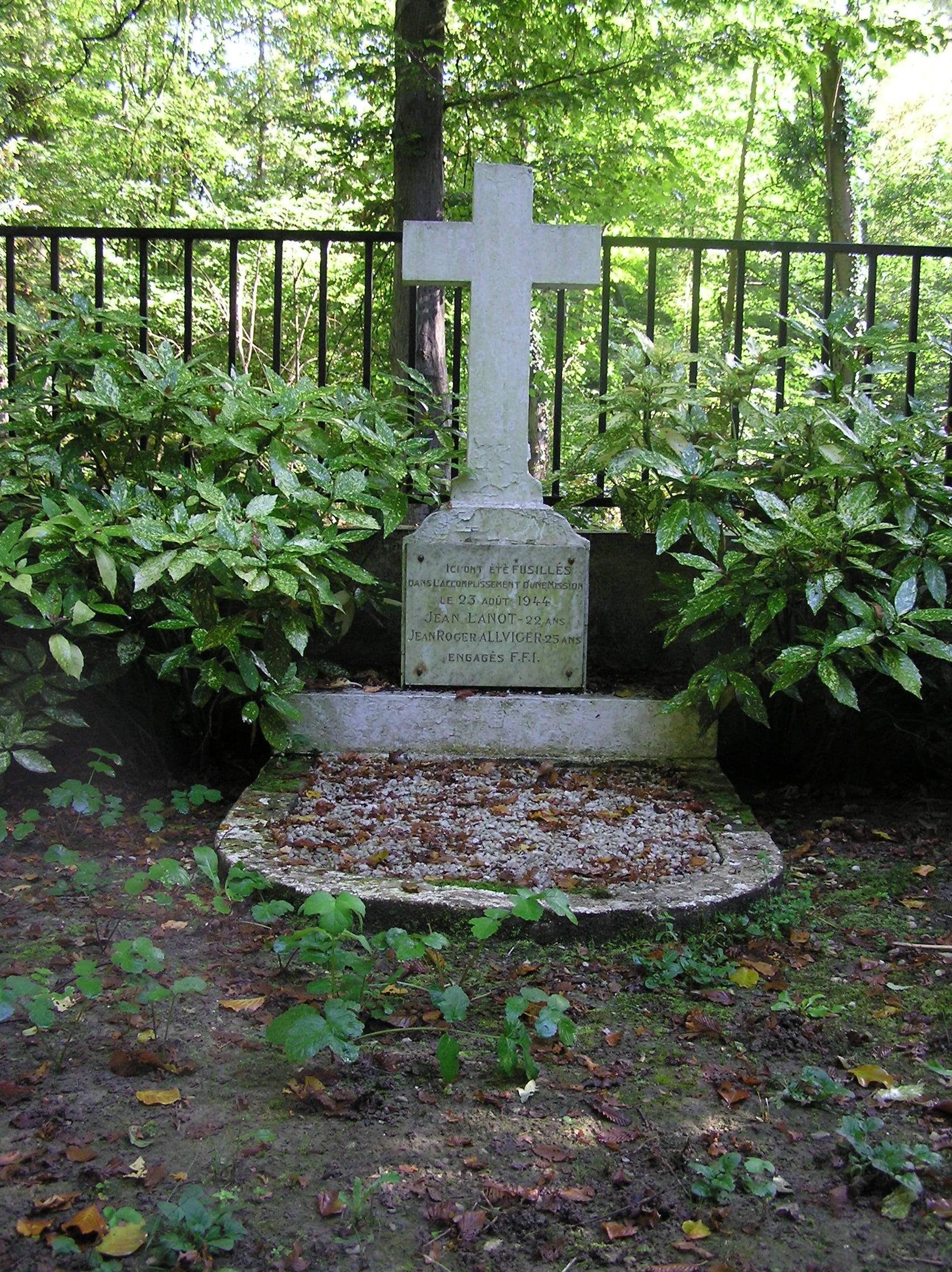
Stèle de Allviger et Lanot
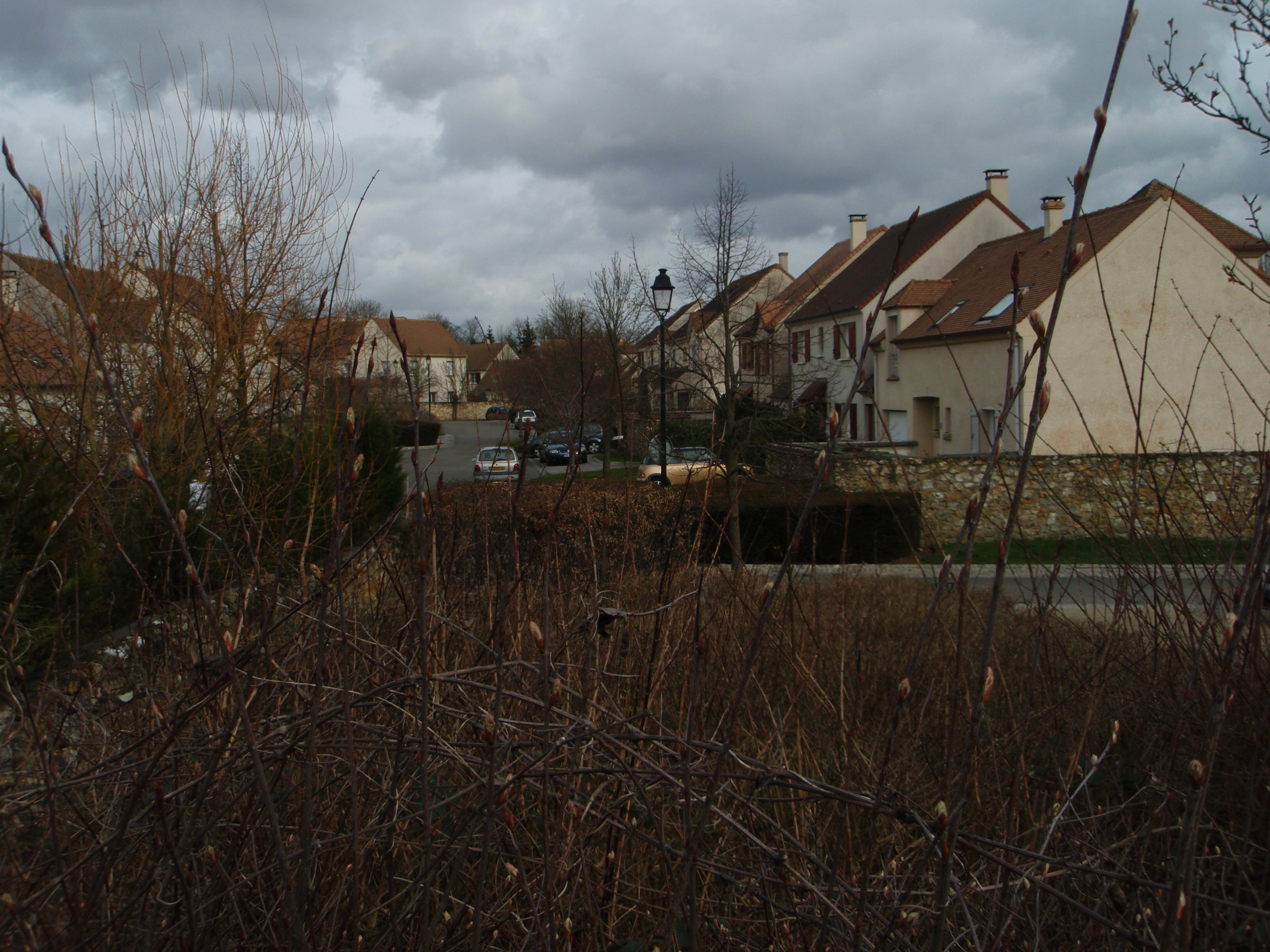
Le nouveau secteur d'habitation du quartier

## Pour approfondir